# Anthus gutturalis
El bisbita papúa (Anthus gutturalis) es una especie de ave paseriforme de la familia Motacillidae endémica de las montañas de Nueva Guinea.